# Bithynia majorcina
Bithynia majorcina е вид охлюв от семейство Bithyniidae.

## Разпространение
Видът е разпространен в Испания (Балеарски острови).